# 15 Pułk Grenadierów (Imperium Rosyjskie)

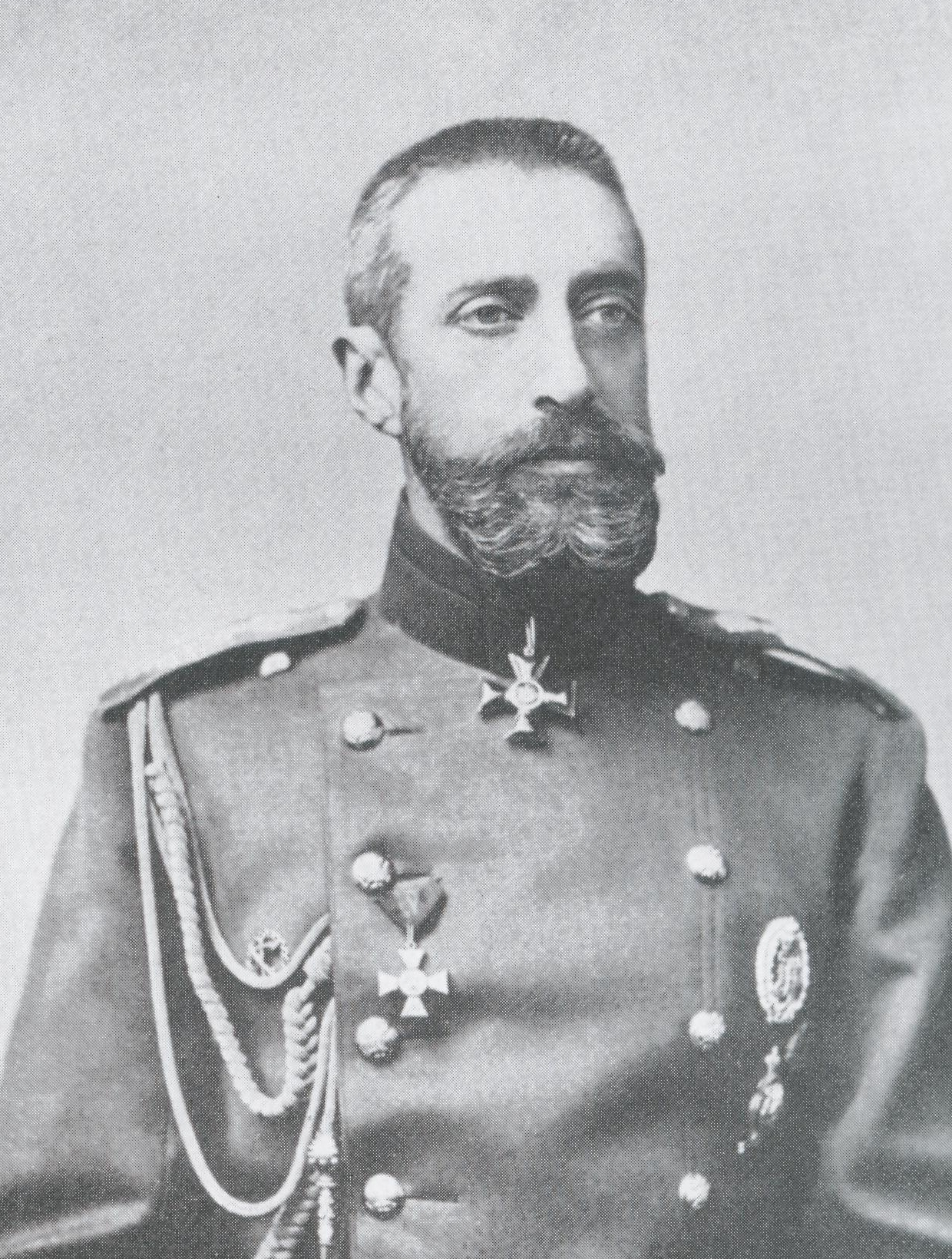
Wielki Książę Konstanty Konstantynowicz Romanow

15 Tyfliski Pułk Grenadierów Jego Cesarskiej Wysokości Wielkiego Księcia Konstantina Konstantynowicza (ros. 15-й гренадерский Тифлисский Его Императорского Высочества Великого Князя Константина Константиновича полк) – oddział piechoty Armia Imperium Rosyjskiego.

## Charakterystyka
Pułk sformowany został 8 lipca 1726. Stacjonował między innymi w m. Tyflis. 10 sierpnia 1858 szefem pułku został Wielki Książę Konstanty Konstantynowicz Romanow. 21 lipca 1915, po śmierci szefa pułku, oddział przemianowany został na 15 Tyfliski pułk grenadierów. Święto pułkowe obchodzono w dniu 8 lipca. Jednym z oficerów pułku był Adolf Kuczewski.

 W przededniu I wojny światowej pułk etatowo posiadał cztery bataliony po cztery kompanie oraz kompanię tyłową. Kompania piechoty czasu wojny liczyła około 240 żołnierzy i 4–5 oficerów. Na szczeblu pułku występował także pododdział karabinów maszynowych (8 km), łączności (w tym 14 konnych gońców i 21 telefonistów) i zwiadowczy (64 zwiadowców, w tym 4 kolarzy). W sumie pułk liczył około 4000 żołnierzy.